# Arteria laríngea inferior
La arteria laríngea inferior o laríngea posterior es una arteria que se origina como rama colateral de la arteria tiroidea inferior. No presenta ramas.

## Distribución
Se distribuye hacia la laringe, la tráquea y el esófago